# Dan Futterman
Daniel (Dan) Futterman (Silver Spring, 8 juni 1967) is een Amerikaans acteur en scenarioschrijver.
Futterman studeerde in 1991 af aan de Columbia-universiteit. Hij speelde sindsdien (gast)rollen in meerdere televisieseries, waaronder Sex and the City (1999), Will & Grace (2003). Zijn langstlopende rol was als Vincent Gray, broer van rechter Amy Gray, in Judging Amy (1999-2005). Zijn eerste filmrol was in The Fisher King (1991), waarin hij naast Robin Williams speelde. Vijf jaar later speelde hij in The Birdcage (1996) opnieuw met Williams, als diens zoon Val Goldman. Zijn meest recente film is A Mighty Heart (2007), waarin hij met Angelina Jolie het waargebeurde verhaal van de vermoorde journalist Daniel Pearl naspeelt.
Futterman schreef het scenario voor de film Capote (2005), geregisseerd door zijn jeugdvriend Bennett Miller, en werd hiervoor genomineerd voor een Oscar. In 2007 gaf hij aan niet meer te willen acteren, maar zich voortaan te richten op het schrijven van scenario's.